# Jarocin (gmina, Basses-Carpates)
Pour les articles homonymes, voir Jarocin (homonymie).
Jarocin est une gmina rurale du powiat d'Nisko, Basses-Carpates, dans le sud-est de la Pologne. Son siège est le village de Jarocin, qui se situe environ 14 km à l'est de Nisko et 64 km au nord de la capitale régionale Rzeszów.
La gmina couvre une superficie de 90,43 km2 pour une population de 5 313 habitants.

## Géographie
Outre son siège Jarocin, la gmina regroupe les villages de Domostawa, Golce, Katy, Kutyły, Majdan Golczański, Mostki, Szwedy, Szyperki et Ździary.